# Ángel Oliva
Ángel Oliva Beltrán (Zaragoza, España, 8 de agosto de 1963) es un exjugador y entrenador de fútbol español. Como jugador se desempeñaba en la demarcación de defensa. Actualmente se encuentra sin equipo tras ser cesado por el Club Deportivo Sariñena de la Tercera División de España.

## Clubes

### Como jugador
| Club               | País   | Año       |
| ------------------ | ------ | --------- |
| U. E. Lleida       | España | 1986-1987 |
| Cádiz C. F.        | España | 1987-1993 |
| C. D. San Fernando | España | 1994-1995 |

### Como entrenador
| Club            | País   | Año       |
| --------------- | ------ | --------- |
| Cádiz C. F. "B" | España | 1997-1998 |
| Cádiz C. F. "B" | España | 2001-2002 |
| Arcos C. F.     | España | 2005-2008 |
| C. D. Ronda     | España | 2008-2009 |
| Cádiz C. F. "B" | España | 2009-2010 |
| Arcos C. F.     | España | 2011-2012 |
| C. D. Ronda     | España | 2013-2015 |
| C. D. Sariñena  | España | 2017-2018 |